# 外国人の技能実習の適正な実施及び技能実習生の保護に関する法律
外国人の技能実習の適正な実施及び技能実習生の保護に関する法律（がいこくじんのぎのうじっしゅうのてきせいなじっしおよびぎのうじっしゅうせいのほごにかんするほうりつ、平成28年11月28日法律第89号）は、技能実習に関し、基本理念を定め、国等の責務を明らかにするとともに、技能実習計画の認定および監理団体の許可の制度を設けること等により、出入国管理及び難民認定法その他の出入国に関する法令および労働基準法、労働安全衛生法その他の労働に関する法令と相まって、技能実習の適正な実施および技能実習生の保護を図り、もって人材育成を通じた開発途上地域等への技能、技術または知識の移転による国際協力を推進することに関する日本の法律である。略称は、外国人技能実習法。

## 所管官庁
- 出入国在留管理庁在留管理支援部在留管理課
- 出入国在留管理庁出入国管理部出入国管理課
- 厚生労働省人材開発統括官職海外人材育成担当参事官室[2]

旧法務省入国管理局時代は、入国在留課が担当していた。
厚生労働省労働基準局監督課、職業安定局外国人雇用対策課および社会・援護局福祉基盤課と連携して執行にあたる。

## 法律の趣旨および要点
技能実習制度は、開発途上地域等への技能等の移転を図り、その経済発展を担う人づくりに協力することを目的とする制度として、我が国の国際貢献において重要な役割を果たしているが、一方で、同制度に関しては、制度の趣旨を理解せず、国内の人手不足を補う安価な労働力の確保策として使われており、その結果、労働関係法令の違反や人権侵害が生じている等の指摘があり、指摘されている問題点の改善を行い、制度の趣旨に沿った運用の確保を図る必要がある。また、こうした制度の適正化を前提に、この制度の活用を促進するため、制度の拡充を図ることも求められている。そこで、技能実習を実施する実習実施者やその実施を監理する監理団体に対し必要な規制を設け、管理監督体制を強化するとともに、技能実習生の保護に係る措置等を定め、あわせて優良な実習実施者や監理団体に対してはより高度な技能実習の実施を可能とするため、本法律が制定された。
法律の要点として、
第一に、技能実習の基本理念及び関係者の責務を定めるとともに、技能実習に関し基本方針を策定。
第二に、実習実施者が、技能実習生ごとに、かつ、技能実習の段階ごとに作成する技能実習計画について、主務大臣の認定を受ける仕組みを設けた上、修得した技能等の評価を行うこととすること等により、制度の趣旨に沿った運用の確保を図ること。
第三に、実習実施者及び監理団体が、技能実習の適正な実施及び技能実習生の保護について重要な役割を果たすことに鑑み、実施の届け出及び監理団体の許可の制度を設けるとともに、これらの者に対する主務大臣の立入検査、改善命令、許可取り消し等の権限を定め、技能実習制度の適正化を図ること。
第四に、技能実習生に対する人権侵害行為等について、禁止規定を設け、違反に対する所要の罰則を規定すること等により、技能実習生の保護を図る。
第五に、外国人技能実習機構を認可法人として新設する枠組みを設け、技能実習計画の認定及び監理団体の許可に関する事務、実習実施者及び監理団体に対する実地検査、技能実習生に対する相談及び援助等を行わせる。
第六に、制度拡充の一環として、現在、技能実習は二段階となっていますが、新たに第三段階を設け、第二段階の目標を達成した者は、この第三段階に進み、優良な実習実施者及び監理団体のもとで、より高度な技能実習を行うことを可能にすること。
このほか、所要の規定の整備を行う。
政府案に対して、衆議院において一部修正が行われている。
第一に、技能実習計画に記載すべき技能実習生の待遇の内容として、報酬、労働時間、休日、休暇、宿泊施設、技能実習生が負担する食費及び居住費を明記するとともに、主務大臣が技能実習計画を認定する際の基準として、技能実習生に対する報酬の額が日本人が従事する場合の報酬の額と同等以上であることを明記。
第二に、外国人技能実習機構の業務として、技能実習を行うことが困難となった技能実習生であって引き続き技能実習を行うことを希望するものが技能実習を行うことができるよう、技能実習生からの相談に応じ、必要な情報の提供、助言その他の援助を行うとともに、実習実施者、監理団体その他関係者に対する必要な指導及び助言を行う業務を明記
第三に、施行期日を「平成28年3月31日までの間において政令で定める日」から「公布の日から起算して1年を超えない範囲内において政令で定める日」に改めるとともに、その他所要の規定を整理。

## 施行日
外国人技能実習機構に関する条文などの法律公布の日より施行される一部の条文を除いた条文は、法律公布の日から起算して一年を超えない範囲内において政令で定める日から施行されることになっており、2017年4月7日に公布された外国人の技能実習の適正な実施及び技能実習生の保護に関する法律の施行期日を定める政令（平成29年政令第135号）より、2017年11月1日に施行された。

## 構成
- 第1章　総則（第1条―第7条）
- 第2章　技能実習
  - 第1節　技能実習計画（第8条―第22条）
  - 第2節　監理団体（第23条―第45条）
  - 第3節　技能実習生の保護（第46条―第49条）
  - 第4節　補則（第50条―第56条）
- 第3章　外国人技能実習機構
  - 第1節　総則（第57条―第63条）
  - 第2節　設立（第64条―第68条）
  - 第3節　役員等（第69条―第81条）
  - 第4節　評議員会（第82条―第86条）
  - 第5節　業務（第87条―第90条）
  - 第6節　財務及び会計（第91条―第98条）
  - 第7節　監督（第99条・第100条）
  - 第8節　補則（第101条・第101条）
- 第4章　雑則（第103条―第107条）
- 第5章　罰則（第108条―第115条）
- 附則